# Benoît-Joseph Flaget
Benoît-Joseph Flaget, né le 7 novembre 1763 à Billom (France) et mort le 11 février 1850 à Louisville (Kentucky), est un homme d'Église d'origine française, membre de la Compagnie des prêtres de Saint-Sulpice. Il fut missionnaire aux États-Unis et devint le premier évêque du diocèse de Bardstown (en), devenu le diocèse de Louisville après 1841. 
Il joua un rôle clef dans le développement de l'Église catholique en Amérique du Nord en participant à la création de nombreux diocèses, en participant aux premiers conciles provinciaux, et en fondant de nombreux instituts religieux.

## Biographie

### Jeunesse et formation
Benoît-Joseph Flaget est né dans le hameau de Contournat, près de Billom dans le Puy-de-Dôme le 7 novembre 1763.
Il ne connut pas son père et sa mère mourut lorsqu'il avait deux ans. Il fut élevé avec ses deux frères par leur oncle et leur tante.
À l'âge de 17 ans, profitant des entrées d'un oncle chanoine, Benoît-Joseph Flaget entra au séminaire sulplicien de Clermont où il étudia la philosophie et la théologie. Il rejoignit la Compagnie des prêtres de Saint-Sulpice le 1er novembre 1783. Il fut ordonné prêtre le 1er juin 1788 à Issy-les-Moulineaux. Il fit la connaissance durant ces années du père Gabriel Richard, son supérieur, qui fut l'un des évangélisateurs du Michigan.

### Prêtre
Après son ordination, Benoît-Joseph Flaget enseigna pendant deux ans la théologie à Nantes puis à Angers, jusqu'au déclenchement de la Révolution française.
En 1791, il retourna à Billom et, sur l'avis de son supérieur, le père Jacques-André Émery, Flaget décida de partir pour l'Amérique.
Il partit en janvier 1792 avec son futur coadjuteur, le père Jean-Baptiste David et le sous-diacre Étienne Badin. Ils arrivèrent à Baltimore le 29 mars 1792 où ils apprirent la langue anglaise.
L'évêque de la ville, John Carroll, l'envoya en mission à Fort Vincennes. Après y être resté durant deux ans, il fut rappelé par ses supérieurs et devint professeur à l'Université de Georgetown, dirigé par le prêtre sulpicien Guillaume-Valentin Dubourg.
En novembre 1798, Flaget partit en mission à La Havane, dont il revint en 1801 avec 23 étudiants pour le séminaire de Baltimore.

### Évêque
Le 8 avril 1808, Benoît-Joseph Flaget fut nommé évêque du nouveau siège épiscopal de Bardstown dans le Kentucky. Celui-ci refusa sa nomination et se rendit à Paris où le père Emery le convainquit d'accepter.
Il repartit pour l'Amérique en compagnie de Simon Bruté de Rémur, futur évêque de Vincennes, et de Guy Ignatius Chabrat, son futur coadjuteur.
Flaget arriva à Baltimore et fut consacré le 4 novembre 1810 par l'archevêque de Baltimore, John Caroll avec comme co-consécrateurs Jean Lefebvre de Cheverus et Michael Francis Egan (en).
Le nouvel évêque parvint dans son diocèse en 1811.
En 1817, il reçut les missionnaires vincentiens envoyés par Mgr Dubourg dans son diocèse, parmi lesquels se trouvaient Félix De Andreis et Joseph Rosati, futur premier évêque de Saint Louis.

### Dernières années
En 1835, Benoît-Joseph Flaget retourna en Europe. Il passa quatre ans en France et en Italie avant de retourner en 1839 dans son diocèse.
Il transféra le siège épiscopal de son diocèse de Bardstown à Louisville. Il prit sa retraite en 1848 après la consécration de son coadjuteur Martin John Spalding,.
Il mourut deux ans plus tard, le 11 février 1850. Il est inhumé dans la cathédrale de l'Assomption de Louisville.

## Succession apostolique
Benoît-Joseph Flaget a ordonné les évêques suivants :
- Évêque Jean-Baptiste-Marie David, P.S.S. (1819)
- Évêque Edward Dominic Fenwick, O.P. (1822)
- Archevêque James Whitfield (en) (1828)
- Archevêque Francis Patrick Kenrick (1830)
- Évêque Guy Ignatius Chabrat (en), P.S.S. (1834)
- Évêque Simon William Gabriel Bruté de Rémur (1834)
- Archevêque Martin John Spalding (1848)